# Foobar2000
foobar2000 là một phần mềm phát âm thanh miễn phí cho Microsoft Windows, iOS và Android được phát triển bởi Peter Pawłowski. Nó được biết đến với thiết kế mô-đun cao, nhiều tính năng và khả năng tùy biến linh hoạt. Bộ phát triển phần mềm (Software Development Kit - SDK) cho phép các nhà phát triển bên thứ 3 có thể thay thế hoàn toàn giao diện.
foobar2000 hỗ trợ rất nhiều định dạng âm thanh, nhiều tính năng để tổ chức dữ liệu nhạc, thư mục, tập tin, bao gồm giao diện chuyển đổi định dạng bằng dòng lệnh. foobar2000 cung cấp bộ làm lọc nhiễu (noise shaping) và nhiễu hòa sắc (dithering) để làm tăng độ trung thực khi lấy mẫu lại (resampling) hoặc khi giảm kích thước mẫu âm thanh (downscaling). foobar2000 cũng có nhiều plugins hỗ trợ chính thức của bên thứ 3 để thêm tính năng cho nó. Phần mềm là mã nguồn đóng, trong khi SDK được cấp phép theo giấy phép Three-Clause BSD license. Từ phiên bản 0.9.5, foobar2000 chỉ hỗ trợ Windows XP SP2/SP3 và phiên bản mới hơn. Phiên bản này có giao diện mới, tích hợp hỗ trợ danh sách album, ảnh album, đèn phổ nhạc, cùng một số tính năng và cải tiến khác. Tháng 5 năm 2016, foobar2000 có thêm phiên bản hỗ trợ thiết bị di động, và tháng 01 năm 2018, phiên bản beta hỗ trợ macOS ra mắt.

## Tính năng

### Tính năng chính
Hỗ trợ nhiều định dạng: MP1, MP2, MP3, MPC, AAC, WMA, Ogg Vorbis, FLAC / Ogg FLAC, ALAC, WavPack, WAV, AIFF, AU, SND, CD, Speex, và Opus.
Hỗ trợ khả năng tùy biến giao diện, hỗ trợ tính năng tagging cho âm thanh rip từ đĩa Audio CDs, chuyển đổi định dạng âm thanh. Ngoài ra foobar2000 còn hỗ trợ đọc định dạng nén ZIP, GZIP, và RAR. foobar2000 còn hỗ trợ Wine trên nền tảng Linux.
foobar200 còn hỗ trợ equalizer và crossfade.
Người dùng còn có thể cài đặt thư viện đa phương tiện bằng tính năng tự động theo dõi thư mục và Windows Media streaming.

### Tính năng khác
foobar2000 có thể đọc định dạng đĩa APE, HDCD, AC3, DTS, SACD và DVD-Audio.

Ngoài ra nó còn hỗ trợ ghi đĩa CD, hỗ trợ ASIO và WASAPI cho chất lượng âm thanh trung thực cao và độ trễ thấp. 